# Circonscription électorale de Fukui
La circonscription électorale de Fukui (福井県選挙区, Fukui-ken senkyo-ku) est une subdivision électorale de la Chambre des conseillers du Japon, représentant la préfecture de Fukui. Deux conseillers y sont élus au scrutin uninominal majoritaire à un tour.

## Conseillers
| Série 1 (1947 : 1er, mandat de 6 ans) | Série 1 (1947 : 1er, mandat de 6 ans) | Élection                    | Série 2 (1947 : 2e, mandat de 3 ans) | Série 2 (1947 : 2e, mandat de 3 ans) |
| ------------------------------------- | ------------------------------------- | --------------------------- | ------------------------------------ | ------------------------------------ |
|                                       | Shichirōbee Ikeda (ja) (Ind.)         | 1947                        |                                      | Shōjirō Matsushita (ja) (PSJ)        |
| 1950                                  | Shichirōbee Ikeda (ja) (Ind.)         | Yoshio Dōmori (ja) (PSJ)    |                                      |                                      |
|                                       | Toshio Sakai (ja) (PL)                | Yoshio Dōmori (ja) (PSJ)    | 1953                                 |                                      |
| ,1955                                 | Toshio Sakai (ja) (PL)                |                             | Harukazu Obata (ja) (Ind.)           |                                      |
| 1956                                  | Toshio Sakai (ja) (PL)                |                             | Harukazu Obata (PLD)                 |                                      |
|                                       | Mamoru Takahashi (ja) (PLD)           | 1959                        | Harukazu Obata (PLD)                 |                                      |
| 1962                                  | Mamoru Takahashi (ja) (PLD)           | Tasaburō Kumagai (ja) (PLD) |                                      |                                      |
| 1965                                  | Mamoru Takahashi (ja) (PLD)           | Tasaburō Kumagai (ja) (PLD) |                                      |                                      |
| 1968                                  | Mamoru Takahashi (ja) (PLD)           | Tasaburō Kumagai (ja) (PLD) |                                      |                                      |
|                                       | Kazuhiko Tsuji (ja) (PSJ)             | Tasaburō Kumagai (ja) (PLD) | 1971                                 |                                      |
| 1974                                  | Kazuhiko Tsuji (ja) (PSJ)             | Tasaburō Kumagai (ja) (PLD) |                                      |                                      |
|                                       | Ichirō Yamanouchi (ja) (PLD)          | Tasaburō Kumagai (ja) (PLD) | 1977                                 |                                      |
| 1980                                  | Ichirō Yamanouchi (ja) (PLD)          | Tasaburō Kumagai (ja) (PLD) |                                      |                                      |
| 1983                                  | Ichirō Yamanouchi (ja) (PLD)          | Tasaburō Kumagai (ja) (PLD) |                                      |                                      |
| 1986                                  | Ichirō Yamanouchi (ja) (PLD)          | Tasaburō Kumagai (ja) (PLD) |                                      |                                      |
|                                       | Tasaburō Furukawa (ja) (Rengō)        | Tasaburō Kumagai (ja) (PLD) | 1989                                 |                                      |
| 1992                                  | Tasaburō Furukawa (ja) (Rengō)        | Masaaki Yamazaki (ja) (PLD) |                                      |                                      |
|                                       | Ryūji Matsumura (ja) (PLD)            | Masaaki Yamazaki (ja) (PLD) | 1995                                 |                                      |
| 1998                                  | Ryūji Matsumura (ja) (PLD)            | Masaaki Yamazaki (ja) (PLD) |                                      |                                      |
| 2001                                  | Ryūji Matsumura (ja) (PLD)            | Masaaki Yamazaki (ja) (PLD) |                                      |                                      |
| 2004                                  | Ryūji Matsumura (ja) (PLD)            | Masaaki Yamazaki (ja) (PLD) |                                      |                                      |
| 2007                                  | Ryūji Matsumura (ja) (PLD)            | Masaaki Yamazaki (ja) (PLD) |                                      |                                      |
| 2010                                  | Ryūji Matsumura (ja) (PLD)            | Masaaki Yamazaki (ja) (PLD) |                                      |                                      |
| Hirofumi Takinami (ja) (PLD)          | 2013                                  | Masaaki Yamazaki (ja) (PLD) |                                      |                                      |
| Hirofumi Takinami (ja) (PLD)          | 2016                                  | Masaaki Yamazaki (ja) (PLD) |                                      |                                      |
| Hirofumi Takinami (ja) (PLD)          | 2019                                  | Masaaki Yamazaki (ja) (PLD) |                                      |                                      |
| Hirofumi Takinami (ja) (PLD)          | 2022                                  | Masaaki Yamazaki (ja) (PLD) |                                      |                                      |
| Hirofumi Takinami (ja) (PLD)          | 2025                                  | Masaaki Yamazaki (ja) (PLD) |                                      |                                      |